# 田中郁三
田中 郁三（たなか いくぞう、1926年1月13日 - 2015年2月16日）は日本の化学者、理学博士。東京工業大学名誉教授。文化功労者。専門は光化学。
東京工業大学教授、学長などを歴任。光イオン化質量分析法の開発や、分子の電子状態を精密に測定する分子光化学の先駆的な手法開発などで知られる、光化学のパイオニア。

## 略歴
- 1944年 武蔵高等学校卒業
- 1947年 東京帝国大学理学部化学科卒業
- 1949年 東京工業大学大学院特別研究生前期終了
- 1951年 東京工業大学助教授
- 1954年 東京大学理学博士　「C8H8(特にC.O.T.p-キノジメタン)の電子状態並びに熱化学反応の物理化学的研究」
- 1958年 東京工業大学教授
- 1975年 東京工業大学理学部長
- 1985年 東京工業大学学長（～1989年）
- 1991年 学位授与機構長
- 1998年 根津育英会武蔵学園長
- 2000年 根津育英会理事長
- 2015年2月16日 心筋梗塞のため死去[1]。89歳没。従三位。[2]

## 受賞・叙勲
- 1977年 日本化学会賞
- 1984年 東レ科学技術賞
- 1989年 紫綬褒章
- 2001年 勲二等旭日重光章[3][4]
- 2005年 文化功労者